# Mike Bibby
Pour les articles homonymes, voir Bibby.
Mike Bibby (né le 13 mai 1978 à Cherry Hill Township) est un ancien joueur de américain de basket-ball reconverti entraîneur. 
Il occupe actuellement le poste d'entraineur au sein des Hornets de Sacramento State en NCAA. 

## Biographie

### Débuts
Bibby débute en high school à Phoenix, à la Shadow Mountain High School, Mike joue au poste de meneur. Puis, il rejoint l'équipe universitaire des Arizona Wildcats, avec laquelle il obtient le titre de NCAA en 1997. Lors de la finale du Final Four, il marque 19 points, prend 9 rebonds et donne 4 passes décisives,.

### Carrière professionnelle
Mike Bibby est drafté en deuxième position de la Draft 1998 de la NBA par les Grizzlies de Vancouver. En 2001, il rejoint les Sacramento Kings lors d'un échange contre Jason Williams entre autres. Durant la saison 2001-2002, Bibby est le principal artisan de la bonne saison des Kings. Ils atteignent la finale de la Conférence Ouest, battus (au cours d'une série à l'arbitrage très controversé) par les Lakers de Los Angeles qui remportent ensuite le titre NBA.
L'année suivante, bien qu'il soit handicapé par une blessure et qu'il manque une partie de la saison, les Kings atteignent de nouveau les playoffs, échouant en demi-finale de Conférence Ouest face aux Mavericks de Dallas.
Bibby et les Kings prennent leur revanche sur Dallas l'année suivante au premier tour des playoffs, Bibby établissant son record de points en playoffs lors du match 5, le match décisif de la série, avec 36 points. Le club perd lors du tour suivant lors du match 7 contre les Timberwolves du Minnesota de Kevin Garnett.
En 2003, avant les Jeux Olympiques d'Athènes, il participe au championnat des Amériques au sein de l'équipe des États-Unis.
En février 2008, Bibby est échangé à Atlanta contre Shelden Williams, Tyronn Lue, Anthony Johnson, Lorenzen Wright et le deuxième tour de draft des Hawks d'Atlanta de l'année 2008. Les Hawks se qualifient pour les playoffs 2008 à la huitième place et rencontrent au premier tour les Celtics de Boston emmenés par Kevin Garnett, Paul Pierce et Ray Allen. La série dure sept rencontres et les Hawks s'inclinent (4-3).
Le samedi 1er janvier 2010, à l'occasion du match contre les Knicks de New York il atteint la barre des 5 000 passes décisives en NBA. Il est le 49e joueur à atteindre cette performance. Malgré ce record et la troisième place de la Conférence Est des Hawks, Mike Bibby enregistre ses plus mauvaises statistiques en carrière, descendant pour la première fois sous la barre des 10 points de moyenne. Les Hawks chutent au stade des demi-finales de conférence sur un 4 à 0 contre Orlando. Les statistiques de Mike Bibby en playoffs chutent également, sa moyenne de 8,5 points étant la plus faible de sa carrière. Il n'enregistre aussi qu'une moyenne de 2,5 passes.
Le 23 février 2011, il arrive dans l'équipe des Wizards de Washington en compagnie de ses coéquipiers Maurice Evans et Jordan Crawford. Kirk Hinrich et Hilton Armstrong font eux le chemin inverse en direction d'Atlanta pour intégrer les Hawks.
Le 28 février 2011, Mike Bibby est coupé par les Wizards de Washington. Le 1er mars 2011, il s'engage pour le Heat de Miami pour en devenir le meneur de jeu. Avec cette franchise, il accède aux Finales NBA. Celle-ci oppose le Heat aux Mavericks de Dallas dont le leader est Dirk Nowitzki et qui possède dans son effectif de nombreux joueurs, comme l'expérimenté Jason Kidd, ayant déjà joué une finale NBA, sans toutefois la gagner. Cette affiche est également la même que la finale de 2006 où Miami s'était imposé.
En décembre 2011, il signe pour le salaire minimum au Knicks de New York.
Le 6 mai 2012, alors que son équipe de New York est mené par Miami 3 à 0 en playoffs Bibby livre un match honorable, marquant deux superbes tirs à trois points dans les dernières minutes, qui offrent la victoire aux Knicks. Le lendemain, le coach déclare que Mike Bibby sera titulaire au prochain match. C'est une première depuis son arrivée chez les Knicks de New York.

### Carrière d'entraîneur
Mike commence sa carrière entraîneur en revenant aux sources, au sein de son lycée (Shadow Mountain High School) à Phoenix entre 2013 et 2019. Il occupa d'abord le rôle d'entraîneur-assistant (2013-2014), puis entraîneur principal à partir de 2014 jusqu'à 2019. En 2019, il fait une année pour le Hillcrest Prep High School. En 2025, Mike Bibby s'engage avec les Hornets de Sacramento State en NCAA.

## Style personnel
Mike Bibby est connu pour avoir un style vestimentaire très personnel, il porte quasiment tout le temps un bandeau qui n'est pas toujours de la même couleur. Il a tout le temps porté le numéro 10. Il garde son numéro jusqu'à son transfert aux Wizards de Washington en 2011 où il prend le numéro 00 puis le 0 au Heat de Miami. Arrivé à New York, il opte pour le numéro 20.
Il est un joueur de l'équipe Jordan Brand, compagnie vestimentaire de Michael Jordan, il est donc sponsorisé par la marque Air Jordan, et il porte ainsi seulement des chaussures de cette marque, ses chaussures personnelles avec son numéro et son nom.

## Vie personnelle
Bibby est le fils de Henry Bibby, ancien joueur universitaire avec les UCLA Bruins, puis en NBA, avec les Knicks de New York et les 76ers de Philadelphie. Il est le neveu de l'ancien joueur de baseball Jim Bibby. Il est le beau-frère de son coéquipier Eddie House, avec qui il jouait déjà à Sacramento en 2004.
Il fait plusieurs apparitions dans le film Bébé mode d'emploi de 2010, où il joue son propre rôle. On le voit disputer des matchs au sein des Hawks, pendant que le héros du film prépare les moments fort du match à retransmettre à la télévision.

## Palmarès
Il est champion universitaire NCAA en 1997 avec les Wildcats de l'Arizona. L'année suivante, il est élu dans la NCAA All-American First Team. Il est choisi en deuxième choix de la draft 1998, puis est élu dans la NBA All-Rookie First Team.
Il accède huit fois aux Playoffs NBA avec Sacramento et Atlanta. Il accède aux Playoffs NBA avec le Heat de Miami en 2011, puis en 2012 avec les Knicks de New York.

## Statistiques

### Professionnelles en saison régulière
Le tableau suivant présente les statistiques individuelles de Mike Bibby pendant sa carrière professionnelle en saison régulière.
| S              | T              | G   | GS  | MP     | PTS    | PPG  | FG    | FGA    | FG%    | 3P    | 3PA   | 3P%    | FT    | FTA   | FT%    | ORB | DRB   | TRB   | AST   | STL   | BLK | TOV   | PF    |
| -------------- | -------------- | --- | --- | ------ | ------ | ---- | ----- | ------ | ------ | ----- | ----- | ------ | ----- | ----- | ------ | --- | ----- | ----- | ----- | ----- | --- | ----- | ----- |
| 98-99          | VAN            | 50  | 50  | 1 758  | 662    | 13,2 | 260   | 605    | 43 %   | 15    | 74    | 20,3 % | 127   | 169   | 75,1 % | 30  | 106   | 136   | 325   | 78    | 5   | 146   | 122   |
| 99-00          | VAN            | 82  | 82  | 3 155  | 1 190  | 14,5 | 459   | 1 031  | 44,5 % | 77    | 212   | 36,3 % | 195   | 250   | 78 %   | 73  | 233   | 306   | 665   | 132   | 15  | 247   | 171   |
| 00-01          | VAN            | 82  | 82  | 3 190  | 1 301  | 15,9 | 525   | 1 157  | 45,4 % | 108   | 285   | 37,9 % | 143   | 188   | 76,1 % | 47  | 257   | 304   | 685   | 107   | 12  | 248   | 148   |
| 01-02          | SAC            | 80  | 80  | 2 659  | 1 098  | 13,7 | 446   | 985    | 45,3 % | 51    | 138   | 37 %   | 155   | 193   | 80,3 % | 37  | 185   | 222   | 403   | 87    | 15  | 134   | 133   |
| 02-03          | SAC            | 55  | 55  | 1835   | 875    | 15,9 | 329   | 700    | 47 %   | 56    | 137   | 40,9 % | 161   | 187   | 86,1 % | 34  | 113   | 147   | 285   | 72    | 8   | 127   | 93    |
| 03-04          | SAC            | 82  | 82  | 2 980  | 1 506  | 18,4 | 527   | 1 170  | 45 %   | 148   | 378   | 39,2 % | 304   | 373   | 81,5 % | 67  | 210   | 444   | 112   | 18    | 18  | 175   | 146   |
| 04-05          | SAC            | 80  | 80  | 3 084  | 1 571  | 19,6 | 560   | 1 264  | 44,3 % | 131   | 364   | 36 %   | 320   | 413   | 77,5 % | 77  | 255   | 332   | 541   | 124   | 30  | 203   | 191   |
| 05-06          | SAC            | 82  | 82  | 3 167  | 1 728  | 21,1 | 597   | 1 382  | 43,2 % | 192   | 497   | 38,6 % | 342   | 403   | 84,9 % | 29  | 211   | 240   | 444   | 82    | 3   | 10    | 199   |
| 06-07          | SAC            | 82  | 82  | 2 784  | 1 403  | 17,1 | 471   | 1 166  | 40,4 % | 173   | 481   | 36 %   | 288   | 347   | 83 %   | 39  | 224   | 263   | 388   | 88    | 6   | 197   | 139   |
| 07-08          | SAC            | 15  | 12  | 473    | 203    | 13,5 | 78    | 192    | 40,6 % | 24    | 161   | 39,3 % | 23    | 31    | 74,2 % | 11  | 45    | 56    | 75    | 19    | 2   | 38    | 34    |
| 07-08          | ATL            | 33  | 32  | 1 100  | 464    | 14,1 | 170   | 411    | 41,4 % | 69    | 187   | 36,9 % | 55    | 69    | 79,7 % | 5   | 99    | 104   | 215   | 35    | 2   | 81    | 63    |
| 08-09          | ATL            | 79  | 79  | 2 740  | 1 176  | 14,9 | 437   | 1 005  | 43,5 % | 167   | 428   | 39 %   | 135   | 171   | 78,9 % | 38  | 240   | 278   | 392   | 98    | 11  | 128   | 145   |
| 09-10          | ATL            | 80  | 80  | 2 195  | 730    | 9,1  | 268   | 644    | 41,6 % | 126   | 324   | 38,9 % | 68    | 79    | 86,1 % | 20  | 164   | 184   | 310   | 67    | 3   | 90    | 157   |
| 10-11          | ATL            | 56  | 56  | 1 674  | 526    | 9,4  | 192   | 441    | 43,5 % | 113   | 256   | 44,1 % | 29    | 46    | 63 %   | 15  | 128   | 143   | 202   | 38    | 6   | 68    | 125   |
| 10-11          | WAS            | 2   | 0   | 29     | 2      | 1,0  | 1     | 9      | 11,1 % | 0     | 4     | 0 %    | 0     | 0     | - %    | 0   | 3     | 3     | 8     | 1     | 0   | 1     | 3     |
| 10-11          | MIA            | 22  | 12  | 581    | 160    | 7,3  | 55    | 126    | 43,1 % | 40    | 88    | 45,5 % | 10    | 16    | 62,5 % | 2   | 47    | 49    | 55    | 11    | 3   | 32    | 47    |
| Total carrière | Total carrière | 962 | 946 | 33 401 | 14 595 | 15,2 | 5 375 | 12 288 | 43,7 % | 1 490 | 3 914 | 38,1 % | 2 355 | 2 935 | 80,2 % | 524 | 2 520 | 3 044 | 5 437 | 1 151 | 146 | 2 114 | 1 886 |